# Beteiligung an den Bewertungsreserven
Die Beteiligung an den Bewertungsreserven ist ein Teil der Überschussbeteiligung in der Lebensversicherung in Deutschland. Der Versicherungsnehmer muss bei Vertragsbeendigung an den während der Vertragsdauer entstandenen Bewertungsreserven der Kapitalanlagen des Versicherers beteiligt werden.
Die betreffenden Bewertungsreserven sind die Differenz des beizulegenden Zeitwertes von Kapitalanlagen (aktueller Wert) gegenüber den nach dem Niederstwertprinzip in der Bilanz des Versicherers ausgewiesenen sogenannten Buchwerten (Kaufpreis – gegebenenfalls gemindert um Abschreibungen). Nach § 153 Versicherungsvertragsgesetz (VVG) erhalten die Versicherungsnehmer in Deutschland spätestens bei Vertragsende wenigstens die Hälfte des auf ihren Vertrag entfallenden Anteils an den Bewertungsreserven aus den Kapitalanlagen des Versicherers, soweit dem nicht aufsichtsrechtliche Vorschriften entgegenstehen.

## Hintergrund
Die Bewertungsreserven in der Bilanz eines Versicherers dienen der Sicherheit von Lebensversicherungsverträgen. Sie helfen, Marktschwankungen am Kapitalmarkt auszugleichen und die in Aussicht gestellten Leistungen zu erbringen. Realisiert werden Bewertungsreserven erst durch die Veräußerung (Verkauf) von Kapitalanlagen oder durch Zeitablauf bei festverzinslichen Wertpapieren.
Die Überschussbeteiligung bestand vor 2008 nur aus einem Anspruch auf Anteile am in der Erfolgsrechnung festgestellten Überschuss. Der Wertzuwachs der Kapitalanlagen, der in der Bilanz nicht erscheint, also die Bewertungsreserven, wird aber erst bei Realisierung in der Erfolgsrechnung ausgewiesen. Bis zu dem Zeitpunkt konnte dieser Wertzuwachs damit nicht den Versicherungsnehmern gutgebracht werden, die diesen Wertzuwachs mit verursacht hatten. Endete der Vertrag dieser Versicherungsnehmer, bevor der Wertzuwachs realisiert wurde, erhielten die Versicherungsnehmer insofern keinen Anteil an dem von ihnen verursachten Wertzuwachs. Der Wertzuwachs trug damit zur Überschussbeteiligung anderer Versicherungsnehmer bei, die ihn nicht verursacht hatten. Die Aktionäre des Versicherers waren durch diesen Fehler im Verteilungsprozess des Wertzuwachses allerdings nicht begünstigt, da dieser Fehler nur die Verteilungsgerechtigkeit zwischen den Versicherungsnehmern betrifft.
Diese unvermeidliche Konsequenz aus der Bezugnahme der Überschussbeteiligung auf die Erfolgsrechnung hat das Bundesverfassungsgericht 2005 zum Anlass genommen, dem Gesetzgeber eine Änderung der Vorschriften zur Überschussbeteiligung aufzugeben. Im Rahmen der Reform des VVG 2008 wurde die Überschussbeteiligung als Beteiligung am Überschuss, also dem in der Erfolgsrechnung ausgewiesenen Überschuss, und als Beteiligung an den Bewertungsreserven, also dem nicht in der Erfolgsrechnung ausgewiesenen Wertzuwachs, neu definiert. Damit wird der Anteil der Versicherungsnehmer an dem von ihnen verursachten Wertzuwachs besser dem verursachenden Versicherungsnehmer zugewiesen. Die Verteilungsgerechtigkeit zwischen den Versicherungsnehmern wird hierdurch erhöht. Der Anteil des Versicherers am erwirtschafteten Wertzuwachs, der sich immer nur nach dem in der Erfolgsrechnung ausgewiesenen Überschuss richtet, ist davon nicht betroffen.

## Rechtsgrundlagen in Deutschland
Nach dem 2007 reformierten und zum 1. Januar 2008 in Kraft getretenen Versicherungsvertragsgesetz (VVG) sind die Versicherungsnehmer im Sinne des (§ 153) Abs. 3 Satz 3 VVG neben der Beteiligung an den Überschüssen auch an den Bewertungsreserven zu beteiligen, soweit dem nicht aufsichtsrechtliche Vorschriften entgegenstehen. Der so beschriebene gesetzliche Anspruch auf Überschussbeteiligung ist nicht in Teilen, sondern nur insgesamt abdingbar (Gesamtausschluss). Hierzu sind jedoch ausdrückliche Erklärungen in den AVB notwendig; bloßes Nichterwähnen der Überschussbeteiligungen im Vertrag genügt dem Anspruch an deren Abdingbarkeit nicht. Typische Beispiele für Verträge, bei denen die Überschussbeteiligung häufig insgesamt ausgeschlossen wird, sind Risikolebensversicherungen mit sehr kurzer Laufzeit oder fondsgebundene Lebensversicherungen.
Kapitalanlagen sind die nach Abschnitt C des Formblattes 1 zur Versicherungsunternehmens-Rechnungslegungsverordnung auszuweisenden Vermögensgegenstände. Die Höhe der Bewertungsreserven bestimmt sich nach dem handelsrechtlich zu bestimmenden beizulegenden Zeitwert und entsprechen den im Anhang nach § 54 Versicherungsunternehmens-Rechnungslegungsverordnung anzugebenden Bewertungsreserven. Versicherungsnehmer sind nur an den Bewertungsreserven der Kapitalanlagen beteiligt, an deren Erfolg sie auch im Rahmen der Beteiligung am Überschuss beteiligt sind. Die Bewertungsreserven der Kapitalanlagen sind der Saldo sämtlicher Bewertungsreserven der Kapitalanlagen und sämtlicher stiller Lasten der Kapitalanlagen. Die Versicherungskunden sind nur an insgesamt positiven Bewertungsreserven beteiligt, nicht aber wenn insgesamt im Saldo stille Lasten vorliegen.
Die zivilrechtlich vorgeschriebene Beteiligung an den Bewertungsreserven darf nicht dazu führen, dass der Versicherer seine aufsichtsrechtlich bestimmten Pflichten zur dauernden Erfüllbarkeit der Versicherungsverträge nicht mehr nachkommen kann. Zur Erhöhung der Rechtssicherheit wurde die ursprünglich im VVG vorgesehene allgemeine Begrenzung der Beteiligung an den Bewertungsreserven 2014 weiter konkretisiert. Danach gehen auch Bewertungsreserven aus festverzinslichen Wertpapieren nur insoweit in die Berechnung der Bewertungsreserven ein, wie sie einen Sicherungsbedarf nach § 139 Abs. 3 des Versicherungsaufsichtsgesetz (VAG) übersteigen. Da die Deckungsrückstellung nicht zum beizulegenden Zeitwert, sondern auf Basis historischer Zinsen bestimmt wird, kann sie unter dem Wert liegen, der sich bei Berücksichtigung der aktuellen Kapitalmarktsituation ergeben würde. Dieser Unterschied wird als Sicherungsbedarf bezeichnet. Der wirkliche Wertzuwachs des Versicherers, an dem die Versicherungsnehmer zu beteiligen sind, ergibt sich aus dem Unterschied zwischen den aktuellen Werten für die Kapitalanlagen und für die Deckungsrückstellungen für die zukünftigen Verpflichtungen aus den bestehenden Verträgen. Daher muss die stille Last in den Deckungsrückstellungen bei der Bestimmung der Bewertungsreserven in Abzug gebracht werden.

## Verteilungsgrundsätze
Die Bestimmung des Anteils des einzelnen Vertrages an den Bewertungsreserven bei Vertragsende erfolgt mittels eines verursachungsorientierten Verfahrens. Dazu genügt es ausweislich der Gesetzesbegründung, dass die Verträge sachgerecht zu Gruppen zusammengefasst werden, der zur Verteilung bestimmte Betrag nach den Kriterien der Überschussverursachung einer Gruppe zugeordnet und dem einzelnen Vertrag dessen rechnerischer Anteil am Gruppenbetrag zugeschrieben wird. Die Zuordnung erfolgt nur auf Verträge, die eine Kapitalbildung vorsehen. Spätestens zum Ende des Vertrages werden die Bewertungsreserven zu mindestens 50 % zugeteilt, wobei die zuletzt erfolgte Berechnung der Bewertungsreserven durch den Versicherer für die Höhe bestimmend ist. Gemäß § 153 Abs. 4 VVG steht bei Rentenversicherungen das Ende der Beitragszahlungs- und Ansparphase einer Vertragsbeendigung gleich.

## Beispiel zur Ermittlung von Bewertungsreserven
Als Beispiel zur Ermittlung von Bewertungsreserven soll eine Aktie dienen. Sie wird für 50 € gekauft und erfährt zum Bewertungsstichtag einen Anstieg auf 60 €. Nach dem Niederstwertprinzip ist der Vermögensgegenstand mit dem Anschaffungspreis von 50 € zu bilanzieren (Buchwert). Die Differenz zwischen Buchwert und Marktwert beträgt +10 € und stellt die Bewertungsreserve der Aktie dar. Entsprechend wird mit allen anderen Kapitalanlagen verfahren. Fällt der Wert andererseits von 50 € auf 40 € liegen −10 € Wert vor und die Aktie hat in dieser Höhe eine stille Last gebildet, denn der Buchwert liegt unverändert bei 50 €. Die Bewertungsreserven der Kapitalanlagen ergeben sich letztlich aus der Saldierung sämtlicher stiller Reserven mit sämtlichen stillen Lasten.